# Fakulteta za poslovno upravo v Münchnu
Fakulteta za poslovno upravo v Münchnu (nemško Fakultät für Betriebswirtschaft) je fakulteta, ki deluje v okviru Univerze v Münchnu in je bila ustanovljena leta 1974.
Trenutni dekan je Thomas Hess.